# Heliamphora
Genre
Classification phylogénétique
Répartition géographique
Heliamphora (les Héliamphores) est un genre de plantes à fleurs de la famille des Sarracéniacées. Ce sont des plantes carnivores qui poussent au Guyana et au Venezuela, en altitude, dans des lieux très humides et ensoleillés.

## Description
Tous les Heliamphora se ressemblent beaucoup. Les feuilles, enroulées en ascidies, qui constituent les pièges passifs de la plante, naissent du rhizome. Les pièges sont surmontés par une cuillère à nectar, en général rouge vif et qui contient les glandes nectarifères. Le mécanisme de capture est assez semblable à celui observable chez Sarracenia, à ceci près que comme chez Darlingtonia, la digestion fait intervenir des bactéries et non des enzymes. Certains heliamphora peuvent former des troncs de plusieurs mètres. 
Les hampes florales apparaissent en fin d'automne, elles sont généralement de grande taille, portant plusieurs fleurs (de 2 à 7) blanches dans un premier temps, se colorant de rose avec le temps.

## Histoire
Le genre fut découvert par les frères Schomburgk en 1839, sa première description fut l'œuvre de George Bentham en 1840. On donna à l'espèce le nom d'Heliamphora (venant du grec marais (Helos), ensuite confondu avec soleil (Helio) + amphore en référence à sa forme) nutans (= incliné en référence à ses hampes florales). Elle fut importée en Europe en 1881. Il a fallu attendre 1928 pour que d'autres espèces soient reconnues : Heliamphora tatei, notamment macdonaldae et tyleri. En 1937, Heliamphora minor est répertoriée, puis en 1951, Heliamphora heterodoxa. En 1912, Conan Doyle en publiant son roman Le monde perdu, faisait entrer dans la légende les mystérieux hauts plateaux du Venezuela ; aujourd'hui, les expéditions continuent de découvrir de nouvelles formes dans ces lieux reculés, et il est très probable que de nombreuses restent à être découvertes.
Peu à peu, des Héliamphores considérées comme des variétés d'espèces acquièrent leur indépendance et deviennent des espèces à part entière ; c'est le cas de Heliamphora exappendiculata en 2006, jadis nommé H. heterodoxa var exappendiculata.

## Milieu naturel
Tous les Heliamphores sont des espèces qui prospèrent dans la région des tepuys en Amérique du sud, en grande partie au Venezuela, mais aussi au Guyana. Les tepuys sont des hauts-plateaux de quartzite et de grès au sommet desquels les écosystèmes ont été isolés pendant des millions d'années, et ont donc évolué de façon différente, en tenant compte des conditions de vie très particulières de la région. Les Heliamphora poussent donc dans des lieux très difficiles d'accès, dans des marécages ou en épiphyte pour certains (comme l'heliamphora exappendiculata) à environ de 2 000 m d'altitude. Là-bas, la luminosité est particulièrement intense, et les températures faibles ; le jour, elles dépassent rarement les 25 °C et la nuit, elles peuvent retomber à 5 °C, et ce en quelques heures. Les précipitations y sont de plus très importantes, supérieures à 10 m d'eau par an. Des zones propices à la flore se sont alors installées dans les dépressions, mais le substrat y est très pauvre, d'où la carnivorie de certaines espèces.

## Espèces
Ce genre comprend 25 espèces :
- Heliamphora electrum ;
- Heliamphora collina ;
- Heliamphora chimantensis ;
- Heliamphora ciliata ;
- Heliamphora elongata ;
- Heliamphora exappendiculata ;
- Heliamphora folliculata ;
- Heliamphora glabra ;
- Heliamphora heterodoxa ;
- Heliamphora hispida ;
- Heliamphora huberi ;
- Heliamphora ionasii ;
- Heliamphora macdonaldae ;
- Heliamphora minor ;
- Heliamphora neblinae ;
- Heliamphora nutans ;
- Heliamphora pulchella ;
- Heliamphora sarracenioides ;
- Heliamphora tatei ;[2]
- Heliamphora uncinata ;